# 相内館
相内館（あいないだて）は、青森県三戸郡南部町相内にあった日本の城（城館）。別称・一夜堀館。南部町指定史跡。

## 概要
初代南部光行の「糠部入部説」によれば、建久2年（1191年）12月28日に主従73人が奥州糠部郡八戸浦に到着した直後に宿泊する人家が無かったため、馬淵川をさかのぼり、三戸の相内にきて観音堂で一泊したが、手狭なため付近の豪農宅の居宅を借上げ、村民の協力を得て一夜のうちに堀を巡らせたと伝えられており、一夜堀館とも言われていた。
翌、建久3年（1192年）の春、平良ヶ崎城を築いて世子の三郎実光をここに留めて、光行は鎌倉に帰ったとされる。